# Inmigración alemana en Bolivia
La inmigración alemana en Bolivia está compuesta por ciudadanos alemanes, descendientes de alemanes, y algunos grupos de menonitas y judíos que llegaron al país a mediados del siglo XX.

## Historia
Los inmigrantes alemanes comenzaron a llegar a Bolivia durante el siglo XVIII, y muchos más llegaron en el siglo XIX.
Durante la Segunda Guerra Mundial, el empresarío minero Mauricío Hochschild, considerado el Schindler de Bolivia, trasladó a judíos durante el holocausto de Europa hacia Bolivia. Se estima que unos 15 mil judíos llegaron a Bolivia, aunque muchos de ellos siguieron rumbo hacia otros países como Argentina o Brasil. Actualmente se estima en 500 personas la comunidad judía en Bolivia.
Después del Holocausto varios alemanes nazis que eran perseguidos por la justicía emigraron a Bolivia pensando que nunca los atraparían. Entre los más destacados se encuentra Klaus Barbie, conocido como "el carnicero de Lyon".
Una parte sustancial y creciente de la población alemana en Bolivia son menonitas llegados desde Rusia, quienes son de ascendencia, idioma y cultura alemanas. Estos menonitas comenzaron a emigrar en la década de 1950, con grandes oleadas de inmigrantes en las décadas de 1960 y 1970, previamente asentados principalmente en México y Paraguay, quienes a su vez venían desde países como Canadá o Estados Unidos. En 2012 había 23 818 miembros de la iglesia en congregaciones de estos menonitas, lo que indica una población total de aproximadamente 70 000 a nivel nacional. La población total de menonitas alemanes en Bolivia fue estimada en 60 000 por Lisa Wiltse en 2010.

## Estadísticas
Inmigración alemana histórica: 
| Año  | Alemanes en Bolivia |
| ---- | ------------------- |
| 1990 | 1351                |
| 1995 | 1524                |
| 2000 | 1682                |
| 2005 | 1711                |
| 2010 | 1737                |
| 2015 | 2022                |
| 2017 | 2104                |
| 2020 | 2251                |